# Gambusia amistadensis
Cá ăn muỗi Amistad (Danh pháp khoa học: Gambusia amistadensis) là một loài cá ăn muỗi trong họ cá khổng tước Poeciliidae thuộc bộ cá chép răng Cyprinodontiformes có nguyền gốc ở châu Mỹ. Chúng đã bị tuyệt chủng. Loài này được ghi nhận ở vùng Goodenough Spring, Val Verde County, Texas, thuộc Hoa Kỳ và sống ở vùng nước sâu khoảng 70 bộ. Cục Cá và bảo vệ động vật hoang dã Hoa Kỳ - United States Fish and Wildlife Service (FWS) đã xếp chúng vào nhóm nguy cấp từ những năm 1980 và đến nay thì bị tuyệt chủng vào năm 1987 khi cá thể cuối cùng được xác nhận là đã chết ở New Mexico.